# Bobby Fuller
Bobby Fuller, geboren als Robert Gaston Fuller, (Baytown, 22 oktober 1942 - Los Angeles, 18 juli 1966) was een Amerikaanse rockzanger, songwriter en gitarist.

## Jeugd
Fuller werd geboren als zoon van Lawson en Loraine Fuller. Hij had een twaalf jaar oudere halfbroer Jack Leflar, zoon van zijn moeder uit het eerste huwelijk en een drie jaar oudere broer Randy. Kort na zijn geboorte verhuisde de familie naar Salt Lake City. Op 14-jarige leeftijd verhuisde hij met zijn familie naar El Paso. Reeds in hun kindheid begon hij en zijn broer Randy met de instrumenten van de ouders te experimenteren en namen onder de naam Captain Fuller & The Rocket Squad en met behulp van een eenvoudige bandopnemer hun eerste muzikale experimenten op. Na de verhuizing van de familie naar Texas ging zijn broer Randy naar de militaire academie, terwijl Bobby Fuller de school afmaakte. Na afsluiting van de highschool in 1960 startte hij een muziekstudie aan de University of North Texas, die hij iets later tegen de wil van zijn ouders afbrak, om zich uitsluitend op zijn carrière als muzikant te kunnen concentreren. In februari 1961 werd zijn inmiddels tot kleine crimineel geworden halfbroer Jack vermoord gevonden, hetgeen Fuller stimuleerde om vaart te zetten achter zijn carrière als muzikant en iets uit zijn leven te maken.

## Carrière
Aan het begin van de jaren 1960 maakte Fuller naam als drummer en had zich in de tussentijd het gitaarspelen geleerd. Hij werkte aan zijn vaardigheden als songwriter, met steun van zijn moeders vriendin Mary Stone, die de teksten voor zijn eerste eigen songs schreef. Twee daarvan, You're In Love en Guess We'll Fall In Love, nam Fuller met de hulp van zijn broer op en Yucca Records uit Nieuw-Mexico publiceerde ze aan het eind van 1961 als single. Hiervan werden 3000 exemplaren verkocht, van de daaropvolgende single Gently My Love / My Heart Jumped werden 8000 exemplaren verkocht. Dit leverde hem de status van een plaatselijke ster op. Al tijdens deze periode werd hij door de muzikanten begeleid, die later The Bobby Fuller Four zouden vormen. Zijn broer Randy was ook erbij en Fuller trad op onder de namen Bobby Fuller & The Cavemen en Bobby Fuller & The Fanatics. Bovendien leidde hij onder de naam Rendezvous een eigen club in El Paso en onder de naam Eastwood and Exeter Records een eigen platenlabel. In 1964 vertrok hij met de band, die zich inmiddels The Bobby Fuller Four noemde, naar Los Angeles, waar hij samen met zijn broer Randy en zijn moeder een appartement bewoonde in Hollywood. In de speelfilm Bikini Party in a Haunted House maakte Fuller zijn debuut als acteur.

## Overlijden
Op 18 juli 1966 kwam Fuller door tot heden onverklaarbare oorzaken om het leven. Zijn moeder vond hem in de namiddag levenloos in haar auto, die Fuller had geleend. De lijkschouwer kwam tijdens de lijkschouwing tot het resultaat, dat Fuller door uitlaatgassen was gestikt. Er was wel bloed gevonden, echter werden er geen verwondingen als botbreuken of bloeduitstortingen geconstateerd. Alcohol- en drugtesten waren negatief. Er gingen geruchten, dat The Bobby Fuller Four op de avond voor zijn dood het besluit hadden genomen om de band te ontbinden, zodat het vermoeden bestond voor zelfmoord. Er deden ook geruchten de ronde, dat Fuller werd vermoord om de uitbetaling van de door bandleden wederzijds afgesloten levensverzekeringen te incasseren. Weer anderen waren van mening dat Fuller door figuren uit het drugsmilieu werd vermoord. Hij had kort voor zijn dood tijdens een interview met het magazine Record Beat toegegeven, dat hij LSD consumeerde en contacten had met de drugsmaffia. Volgens een andere theorie werd hij vermoord door een clubeigenaar, met wiens vrouw hij een liefdesrelatie onderhield. Deze zou uit jaloezie vechtersbazen hebben ingehuurd om Fuller in elkaar te laten slaan, waardoor hij is overleden.
Ofschoon privédetectives werden ingehuurd om onderzoek te doen, kon de exacte doodsoorzaak tot op heden niet worden gevonden. Dit was volgens sommige bronnen terug te voeren op slordigheden bij het politie-onderzoek. Er werden geen vingerafdrukken genomen en Fuller zou slechts een rock-'n-roll-punk zijn geweest voor de politie.

## Discografie
als Bobby Fuller
- 1961: Guess We'll Fall in Love / You're in Love (Yucca Records)
- 1962: My Heart Jumped / Gently, My Love (Yucca Records)
- 1962: Nervous Breakdown / Not Fade Away (Eastwood Records)
- 1963: Saturday Night / Stringer (Todd Records)
- 1964: Wine, Wine, Wine / King of the Beach (Exeter Records)
- 1964: I Fought the Law / Shes My Girl (Exeter Records)

met The Bobby Fuller Four
- Voor discografie zie: The Bobby Fuller Four

- Bibliothèque nationale de France: cb14042493z (data)
- Gemeinsame Normdatei: 134379802
- International Standard Name Identifier: 0000 0001 1662 3876
- Library of Congress Control Number: no98126824
- MusicBrainz: c8e68072-90d1-4608-8121-aa65d9bd006f
- Virtual International Authority File: 66666825
- WorldCat: E39PBJymyhg4yHQ7dFMqwtFdwC